# Encantado (Rio Grande do Sul)
Encantado, amtlich portugiesisch Município de Encantado, deutsch Verzaubert, ist eine brasilianische Gemeinde im Bundesstaat Rio Grande do Sul. Sie liegt auf einer Höhe von 58 Metern über dem Meeresspiegel und erstreckt sich über 140 km². Encantado zählte im Jahr 2010 20.510 Einwohner. Die Bevölkerungszahl wurde zum 1. Juli 2021 auf 23.047 Einwohner geschätzt, die Encantadenser (encantadenses) genannt werden.
2010 wurde die Gemeindefläche mit 147,38 km² angegeben, 2018 mit 139,160 km². 1959 hatte die Gemeinde noch 1033 km² mit 40.810 Einwohnern, durch Gebietsreformen wurden die selbständig gewordenen Städte Arvorezinha (1959), Ilópolis (1963), Putinga (1963), Relvado (1988) und Doutor Ricardo (1995) herausgelöst. Der ehemalige Distrikt Nova Bréscia gelangte 1964 zu Arroio do Meio, das sich bereits 1934 aus Encantado herausgelöst hatte.
Encantado ist Standort des Cristo Protetor („Christus, der Beschützer“), einer im April 2022 fertiggestellten Christusstatue. Sie ist mit einer Höhe von 37,5 Metern (ohne Sockel) die höchste Christusstatue weltweit (Stand 2022).

## Städtepartnerschaften
- Santa Fe, Argentinien, seit 1996[5]
- Valdastico, Italien, seit 1994[6]

## Söhne und Töchter
- Paulo Antônio de Conto (* 1942), römisch-katholischer Geistlicher, emeritierter Bischof von Montenegro
- Lori Sandri (1949–2014), Fußballspieler und -trainer